# Allez France
Allez France (1970-1989) était un cheval de course pur-sang anglais qui participait aux courses hippiques de plat. Appartenant à Daniel Wildenstein, elle fut la première pouliche de l'histoire à glaner plus d'un million de dollars de gains.

## Carrière de courses
Née aux États-Unis, Allez France commença sa carrière à deux ans sous la houlette d'Albert Klimscha et la monte d'Yves Saint-Martin, sous les couleurs de Daniel Wildenstein, qui l'avait acquise yearling pour près de 200 000 dollars. Son talent se révéla aussi remarquable que sa grande nervosité, et pour la tranquilliser, on lui adjoignit un mouton qui ne devait jamais la quitter, sauf sur la piste. La pouliche affirma sa suprématie sur ses contemporaines en remportant, à la fin de sa première saison, le Prix Marcel Boussac, en prélude à une année de 3 ans qui allait s'avérer exceptionnelle. Elle fut sacrée meilleure pouliche de 2 ans en France.
En 1973, Allez France fait sa rentrée directement dans la Poule d'Essai des Pouliches, où elle s'impose si facilement que son entourage décide de tenter sa chance contre les mâles dans le Prix Lupin. Elle y cause une vive déception, mais appelle de cet échec dans le Prix de Diane, où elle devance la grande championne Dahlia. Ce n'est d'ailleurs pas la dernière fois que leur routes se croiseront : six fois en tout ces deux exceptionnelles juments s'affronteront. Et six fois Allez France passera le poteau avant elle. Elle confirmera qu'elle est bien la meilleure 3 ans française en gagnant le Prix Vermeille à l'automne devant l'Anglaise Hurry Harriet, malgré une rentrée en demi-teinte dans le Prix de la Nonette (4e). A chacune de ses victoires, sa popularité grandit. Elle est la reine de Longchamp, et fut sans doute l'un des chevaux les plus appréciés en France de toute l'histoire des courses - son nom n'y étant sans doute pas pour rien, tout comme la popularité de son fidèle jockey, et le noseband qu'elle arborait et qui la rendait aisément reconnaissable dans le peloton. Fin 1973, tout le monde espère voir sacrée dans le Prix de l'Arc de Triomphe celle qui a remporté les trois principales courses pour pouliches de 3 ans en France (Poule d'Essai des Pouliches, Prix de Diane, Prix Vermeille), mais c'est sans compter le brillant 4 ans anglais Rheingold, qui la prive du titre suprême. Allez France termine son année par une deuxième place dans les Champion Stakes, où Hurry Harriet prend sa revanche sur elle. 
En 1974, Angel Penna devient son entraîneur, mais Yves Saint-Martin reste son partenaire en courses. Ce sera l'année de la consécration : ne courant que dans son jardin de Longchamp, Allez France demeure invaincue et accroche à son palmarès successivement le Prix d'Harcourt, le Prix Ganay, le Prix d'Ispahan, le Prix Foy, en enfin le Prix de l'Arc de Triomphe, d'un souffle devant sa cadette Comtesse du Loir. Cette édition 1974 de l'Arc restera aussi dans les mémoires pour le courage d'Yves Saint-Martin. Dix jours avant l'épreuve reine, le jockey chute au rond de présentation et souffre d'une fracture à la hanche. Refusant de céder sa place sur le dos de sa partenaire favorite, il entame une rééducation poussée et arrive au matin de l'Arc avec des béquilles. La très délicate et fougueuse pouliche ne lui fait pas de cadeau : bousculée dans la fausse ligne droite, elle oblige son cavalier à démarrer plus tôt que prévu. Malgré tout la championne s'impose devant un public en délire. 
Pour le plus grand plaisir de ses nombreux admirateurs, Allez France reste à l'entraînement à 5 ans, chose rare pour une jument de cette qualité. Elle continue son épopée en s'imposant en début d'année dans le Prix Ganay, par quatre longueurs tandis que Comtesse du Loir finit troisième. Elle échoue toutefois à réaliser un double dans l'Arc, devant se contenter de la cinquième place derrière l'extrême outsider Star Appeal. Mais elle accroche le Prix Foy et le Prix Dollar, ainsi qu'une nouvelle seconde place dans les Champion Stakes. Bien que réputée nerveuse, elle fit un grand voyage jusqu'en Californie pour disputer le National Thoroughbred Championship à Santa Anita, sur le dirt, une surface inconnue pour elle. Angel Penna dut acheter un nouveau mouton car celui qui accompagnait toujours Allez France ne fut pas autorisé à voyager avec elle. La jument termina dernière de la course. Cela n'entama en rien le prestige et la popularité d'Allez France, qui se retira de la compétition avec une aura incomparable. En 2025, elle est admise au Hall of Fame des courses françaises. 

### Résumé de carrière
| Date         | Hippodrome  | Pays        | Course                             | Statut      | Distance    | Jockey          | Place       | Écart       | Vainqueur ou deuxième |
| 1972, 2 ans  | 1972, 2 ans | 1972, 2 ans | 1972, 2 ans                        | 1972, 2 ans | 1972, 2 ans | 1972, 2 ans     | 1972, 2 ans | 1972, 2 ans | 1972, 2 ans           |
| ------------ | ----------- | ----------- | ---------------------------------- | ----------- | ----------- | --------------- | ----------- | ----------- | --------------------- |
| 10 septembre | Longchamp   | France      |                                    | Maiden      | 1 600 m     | Y. Saint-Martin | 1er / 8     |             |                       |
| 8 octobre    | Longchamp   | France      | Critérium des Pouliches            | Gr. 1       | 1 600 m     | Y. Saint-Martin | 1er / 16    | 2 ½         | Kerlande              |
| 1973, 3 ans  |             |             |                                    |             |             |                 |             |             |                       |
| 29 avril     | Longchamp   | France      | Poule d'Essai des Pouliches        | Gr. 1       | 1 600 m     | Y. Saint-Martin | 1er / 11    | 2 ½         | Princess Arjumand     |
| 13 mai       | Longchamp   | France      | Prix Lupin                         | Gr. 1       | 2 100 m     | Y. Saint-Martin | 7e / 11     |             | Kalamoun              |
| 10 juin      | Chantilly   | France      | Prix de Diane                      | Gr. 1       | 2 100 m     | Y. Saint-Martin | 1er / 25    | 2 ½         | Dahlia                |
| 2 septembre  | Longchamp   | France      | Prix de la Nonette                 | Gr. 3       | 2 100 m     | Y. Saint-Martin | 4e / 12     |             | Gay Style             |
| 23 septembre | Longchamp   | France      | Prix Vermeille                     | Gr. 1       | 2 400 m     | Y. Saint-Martin | 1er / 6     | 2           | Hurry Harriet         |
| 7 octobre    | Longchamp   | France      | Prix de l'Arc de Triomphe          | Gr. 1       | 2 400 m     | Y. Saint-Martin | 2e / 27     | 2 ½         | Rheingold             |
| 20 octobre   | Ascot       | Royaume-Uni | Champion Stakes                    | Gr. 1       | 2 000 m     | Y. Saint-Martin | 2e / 10     | 3/4         | Hurry Harriet         |
| 1974, 4 ans  |             |             |                                    |             |             |                 |             |             |                       |
| 15 avril     | Longchamp   | France      | Prix d'Harcourt                    | Gr. 2       | 2 000 m     | Y. Saint-Martin | 1er / 9     | 3           | Ksar                  |
| 5 mai        | Longchamp   | France      | Prix Ganay                         | Gr. 1       | 2 100 m     | Y. Saint-Martin | 1er / 10    | 5           | Tennyson              |
| 30 mai       | Longchamp   | France      | Prix d'Ispahan                     | Gr. 1       | 1 850 m     | Y. Saint-Martin | 1er / 7     | 1           | Margouillat           |
| 8 septembre  | Longchamp   | France      | Prix Foy                           | Gr. 3       | 2 400 m     | Y. Saint-Martin | 1er / 4     |             | Tennyson              |
| 6 octobre    | Longchamp   | France      | Prix de l'Arc de Triomphe          | Gr. 1       | 2 400 m     | Y. Saint-Martin | 1er / 20    | tête        | Comtesse du Loir      |
| 1975, 5 ans  |             |             |                                    |             |             |                 |             |             |                       |
| 4 mai        | Longchamp   | France      | Prix Ganay                         | Gr. 1       | 2 100 m     | Y. Saint-Martin | 1er / 6     | 4           | Card King             |
| 1er juin     | Longchamp   | France      | Prix Dollar                        | Gr. 2       | 1 950 m     | Y. Saint-Martin | 1er / 8     | 2 ½         | Son of Silver         |
| 29 juin      | Longchamp   | France      | Prix d'Ispahan                     | Gr. 1       | 1 850 m     | Y. Saint-Martin | 2e / 8      | 2           | Ramirez               |
| 14 septembre | Longchamp   | France      | Prix Foy                           | Gr. 3       | 2 400 m     | Y. Saint-Martin | 1er / 7     | 1 ½         | Duke of Marmalade     |
| 6 octobre    | Longchamp   | France      | Prix de l'Arc de Triomphe          | Gr. 1       | 2 400 m     | Y. Saint-Martin | 5e / 24     |             | Star Appeal           |
| 18 octobre   | Ascot       | Royaume-Uni | Champion Stakes                    | Gr. 1       | 2 000 m     | Y. Saint-Martin | 2e / 9      | 1 ½         | Rose Bowl             |
| 1er novembre | Santa Anita | États-Unis  | National Thoroughbred Championship | Gr. 1       | 2 000 m     | Y. Saint-Martin | 11e / 11    |             | Stardust Mel          |

## Au haras
Restée aux États-Unis, Allez France devient poulinière en 1976. Elle ne parvient pas à engendrer un champion, mais donne tout de même naissance à la bonne Action Française (par Nureyev, lauréate du Prix de Sandringham), mère à son tour d'Androïd (Riverman), qui remporte un Prix de la Jonchère, et grand-mère de Argentina (Sadler's Wells), 2e du Prix de Diane, du Prix Saint-Alary et des Diana Stakes (Gr.1, USA). 
Allez France meurt accidentellement en 1989. Chaque année, le Prix Allez France, un groupe 3 couru à Chantilly, honore sa mémoire.

## Origines
Allez France est née dans la pourpre, des œuvres du légendaire Sea Bird et de l'Américaine Priceless Gem, par Hail to Reason. Descendante du mythique Man O'War, Priceless Glem fut l'une des meilleures pouliches de sa génération, remportant les Frizette Stakes et les Futurity Stakes. Elle est surtout la représentante de l'exceptionnelle lignée tracée par La Troienne (1926-1954), une jument issue de l'écurie Marcel Boussac qui, vendue aux États-Unis, allait devenir un pilier de l'élevage américain.

### Pedigree
| Origines de Allez France (USA), jument baie née en 1970 | Origines de Allez France (USA), jument baie née en 1970 | Origines de Allez France (USA), jument baie née en 1970 | Origines de Allez France (USA), jument baie née en 1970 |
| ------------------------------------------------------- | ------------------------------------------------------- | ------------------------------------------------------- | ------------------------------------------------------- |
| Père Sea Bird                                           | Dan Cupid                                               | Native Dancer                                           | Polynesian                                              |
| Père Sea Bird                                           | Dan Cupid                                               | Native Dancer                                           | Geisha                                                  |
| Père Sea Bird                                           | Dan Cupid                                               | Vixenette                                               | Sickle                                                  |
| Père Sea Bird                                           | Dan Cupid                                               | Vixenette                                               | Lady Reynard                                            |
| Père Sea Bird                                           | Sicalade                                                | Sicambre                                                | Prince Bio                                              |
| Père Sea Bird                                           | Sicalade                                                | Sicambre                                                | Sif                                                     |
| Père Sea Bird                                           | Sicalade                                                | Marmelade                                               | Maurepas                                                |
| Père Sea Bird                                           | Sicalade                                                | Marmelade                                               | Couleur                                                 |
| Mère Priceless Glem                                     | Hail to Reason                                          | Turn-To                                                 | Royal Charger                                           |
| Mère Priceless Glem                                     | Hail to Reason                                          | Turn-To                                                 | Source Sucrée                                           |
| Mère Priceless Glem                                     | Hail to Reason                                          | Nothirdchance                                           | Blue Swords                                             |
| Mère Priceless Glem                                     | Hail to Reason                                          | Nothirdchance                                           | Galla Colors                                            |
| Mère Priceless Glem                                     | Searching                                               | War Admiral                                             | Man O'War                                               |
| Mère Priceless Glem                                     | Searching                                               | War Admiral                                             | Brushup                                                 |
| Mère Priceless Glem                                     | Searching                                               | Big Hurry                                               | Black Toney                                             |
| Mère Priceless Glem                                     | Searching                                               | Big Hurry                                               | La Troienne (famille 1-x)                               |

## Anecdote
Pour remédier à sa solitude, une autre jument fut achetée pour lui tenir compagnie et l'accompagner dans ses déplacements. Cette dernière ne courant pas, elle engendrait des frais trop important: ses propriétaires la remplacèrent alors par un mouton, et les deux animaux ne se quittèrent plus. Ainsi, quand après une course la jument rentrait épuisée, elle trouvait dans son box son mouton; quand elle se déplaçait, son mouton restait avec elle à l'arrière du van.